# Англо-испанская война (1585—1604)
Англо-испанская война (1585—1604) (исп. Guerra anglo-española (1585-1604)) — война между Англией и Испанией. Завершилась формальным статус-кво. Косвенными последствиями стали кризис в экономике Англии и резкое усиление роли парламента.

## Начало войны
Испанский король Филипп II являлся мужем английской королевы Марии I Тюдор, которая умерла в 1558 году. Таким образом, Филипп II в 1554—1558 годах являлся королём Англии, проживая с женой. После смерти Марии Филипп покинул Англию и предложил её наследнице — Елизавете — вступить в брак, однако ответа от королевы так и не последовало (в итоге Елизавета никогда не вышла замуж).
Попытка вернуть Англию в лоно католической церкви, предпринятая Марией Тюдор, не удалась. Елизавета I, вступив на престол, вернулась к политике Реформации, приняв в 1559 году Акт о супрематии. Филипп II как ревностный католик не мог поддержать подобное решение, но многие годы пытался поддерживать мир с Англией.
Испания с 1567 года не могла справиться с повстанцами в Нидерландах. Несмотря на многолетнюю неофициальную поддержку повстанцев Англией, английская королева Елизавета I, желая избежать лобового столкновения с Испанией, не провозглашала поддержки официально. В 1584 году Католическая лига Франции заключила союз с Филиппом II, ставивший целью возведение на французский престол дочери испанского короля инфанты Изабеллы. Опасаясь, что Франция попадёт под контроль Габсбургов, Елизавета Английская начала действовать. В 1585 году она направила в Нидерланды в качестве лорда-регента графа Лестера с шеститысячным войском, включавшим тысячу кавалеристов.

## Испанская армада
Попытка короля Филиппа II провести морскую операцию против английского флота, с дальнейшей высадкой на английские острова и восстановлением там католицизма, а по возможности — присоединение Англии к испанской монархии, окончилась провалом.
В 1585 году Испания готовила мощный флот — «Непобедимую Армаду». Флот должен был высадить на островах Британии армию наместника Испанских Нидерландов Александра Фарнезе. Чтобы подготовить базу на побережье Нидерландов, войска Фарнезе захватили порт Слёйс. В то же время эскадра английского адмирала Фрэнсиса Дрейка совершила налёт на Кадис — базу «Непобедимой Армады». Англичане уничтожили около 100 кораблей. Результатом нападения была отсрочка похода флота Испании к берегам Британии.
Во Фландрии строили небольшие плоскодонные суда. На них планировали осуществить переброску войск на корабли «Непобедимой Армады». Для этого прорыли канал из Сас-ван-Гента в Брюгге и углубили фарватер Иперле от Брюгге до Ньивпорта. Цель — чтобы причаливающие к берегу корабли не попали под огонь флота Голландии или пушек крепости Флиссинген. Из Испании, Италии, Германии и Бургундии перебрасывали войска; стекались добровольцы, которые желали принять участие в войне против Британии.
Фарнезе узнал, что имевшиеся в распоряжении Испании гавани Дюнкерка, Ньивпорта и Слёйса очень мелки, и поэтому туда не мог войти флот «Непобедимой Армады». Наместник Нидерландов сделал предложение: перед отправкой кораблей к берегам Британии осуществить захват более глубоководного порта Флиссинген, но король Филипп спешил скорее высадиться на островах Англии.
20 мая 1588 года «Армада», состоявшая из шести эскадр, вышла в открытое море из устья реки Тахо. Всего Испания имела 75 военных и 57 транспортных судов — на их борту находилось 8 000 матросов, 2 000 гребцов-невольников, 19 000 солдат, 1 000 офицеров, 300 священников и 85 врачей. Британия же имела 197 меньших по размеру судов — всего на них находился экипаж из 15 000 человек. Подготовка у английских моряков была лучше испанских. На «Непобедимую Армаду» постоянно нападали более лёгкие и манёвренные английские суда под командованием адмирала Дрейка. Англия рассчитывала на превосходство своей артиллерии, а Испания, обладавшая превосходством в пехоте, полагалась на абордажный бой. 28 июля у Кале суда Британии атаковали флот Испании — англичане потопили 16 кораблей, но у них закончились боеприпасы, из-за чего они прекратили сражение.
6 августа того же года «Армада» под командованием Медина Сидонья приплыла в Кале. Фарнезе со своей армией ждал на берегу, чтобы погрузиться на суда. Однако все порты Нидерландов заблокировал голландский флот, к тому же флот Испании из-за своей слишком глубокой осадки не смог приблизиться к берегу. 9 августа «Армада» повернула на север. Когда корабли огибали Англию, начался сильнейший шторм, и почти половина кораблей «Армады» погибла. В Испанию же вернулось только 10 000 человек с 63 кораблями.

## Английская армада
В 1589 году кабинет королевы Елизаветы составил свой план грандиозной морской операции против Испании. Английская армада имела несколько целей, в их числе — атака «серебряного флота», атака Лиссабона с последующей реставрацией Португалии как независимой державы, завершение разгрома флота испанцев в баскских портах. Попытка выполнить поставленные цели завершилась провалом и разгромом английского флота. Испанцы предприняли десант на английское побережье в Корнуолле, в Ирландии разгорелся мятеж кланов Ольстера.
В 1595 году Елизавета решила снять опалу с Фрэнсиса Дрейка и послала его в новый вояж к испанской Вест-Индии, чтобы разграбить её и захватить испанские корабли с серебром. Однако экспедиция провалилась с немалыми потерями. Сначала английский флот безуспешно атаковал Канарские острова. Затем испанским колониальным войскам и флоту удалось наладить эффективную оборону Кубы, Панамского перешейка и всех своих укреплений побережья Карибского моря, а недостаток воды и пищи и непривычный климат вызвали у англичан вспышку болезни, от которой умер и сам Дрейк.

## Окончание войны
В 1597 году испанцы отправили эскадру с войсками в Ирландию для поддержки там восстания, но бурная погода заставила ее возвратиться. В 1601 году испанской эскадре из 40 судов удалось высадить отряд войск в Ирландии, но оставшись без подкреплений, он вынужден был капитулировать. 
После смерти королевы Елизаветы финансы Англии оказались в состоянии коллапса, взошедший на английский престол шотландский король Яков I пошел навстречу требованиям испанцев, и в 1604 году стороны заключили Лондонский мир. По нему Испания признавала легитимность протестантской монархии в Англии и отказывалась утверждать господство католицизма в этой стране, в обмен Англия сворачивала помощь Нидерландам и открывала пролив Ла-Манш для испанских кораблей. Также корабли Англии и Испании получили право заходить в порты иностранной державы, где могли получить ремонт, провиант и место для отдыха.